# Actinoscyphia aurelia
Actinoscyphia aurelia är en havsanemonart. Den ingår i släktet Actinoscyphia, och familjen Actinoscyphiidae.
A. aurelia hör till de större havsanemonerna och har påfallande, men endast ytligt sett, likheter med växten Venus flugfälla. Den stänger till med tentaklerna för att fånga byte eller skydda sig. Den lever på stora djup i havet.

## Utbredning

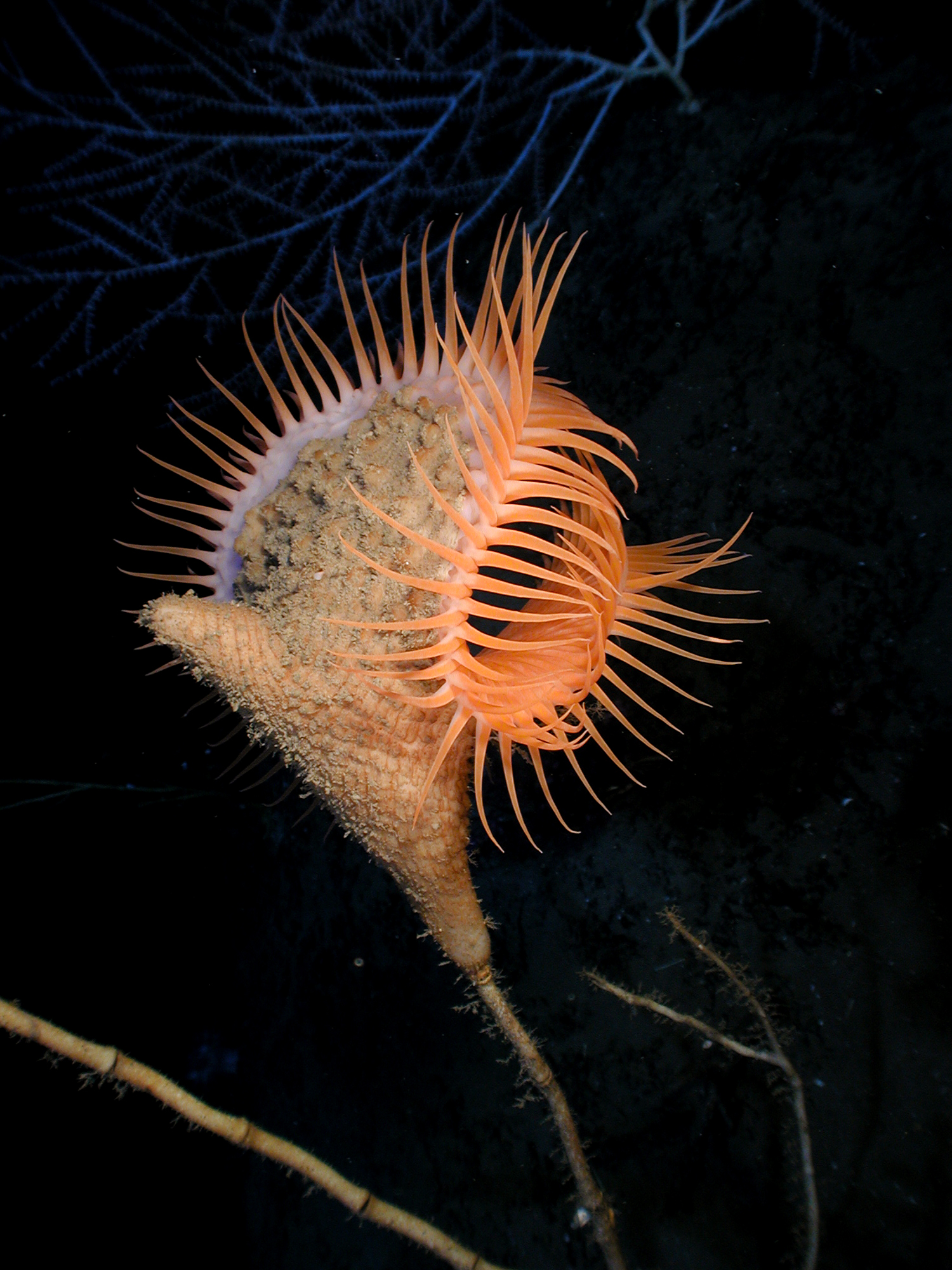
Actinoscyphia aurelia

Den här sjöanemonen återfinns i slamfyllda situationer på djup någonstans mellan 1000 meter och 4000 meter i Mexikanska golfen. Den har också siktats på flera platser med markanta uppåtströmmar från djupen utanför Västafrika. I resten av haven är den ovanlig.

## Biologi
A. aurelia fångar sin mat som en passiv filtrerare och orienterar sig på sin ofta tunna stam så att den blir vänd mot den uppåtgående strömmen.